# Sparrissyra
Sparrissyra är en organisk svavelförening med kemisk formel C4H6O2S2 och det systematiska namnet 1,2-ditiolan-4-karboxylsyra. Molekylen består av en heterocyklisk funktionell grupp (en 1,2-ditiolan) med en karboxylgrupp. Den finns i sparris och bryts ned i människokroppen till svavelföreningar som ger urinen en speciell lukt.

## Isolering och biosyntes
Sparrissyra framställdes ursprungligen från ett vattenhaltigt extrakt av sparris.. Biosyntetiska studier visar att sparrissyra härrör från isobutansyra Sparrisyra är ett färglöst fast ämne med en smältpunkt mellan 75,7 och 76,5 °C.

## Laboratoriesyntes
Ett praktiskt sätt att syntetisera sparrissyra är från ett dietylmalonatderivat Dietyl-bis(hydroximetyl)malonat behandlas med jodvätesyra  som efter dekarboxylering och esterhydrolys (etanol och koldioxid kokar bort) ger p, p'-dijodoisosmörsyra. Dihydrosparrissyra, som är den reducerade (ditiol)formen av sparrissyra, framställs genom reaktion med natriumtritiokarbonat (Na2CS3) och svavelsyra. Efterföljande oxidation med varm dimetylsulfoxid ger sparrissyra. 

## Effekt på urin
Att sparris påverkar urinens lukt har varit känt länge. År 1702 rapporterade Louis Lémery "en kraftfull och obehaglig lukt i urinen",  medan John Arbuthnot noterade att "sparris ... ger urinen stinkande lukt."  Nyare forskning har tillskrivit lukten till en blandning av svavelhaltiga metaboliter av sparrissyra som har upptäckts i urin,     dessa inkluderar metantiol och spänner över minst sju skilda funktionella grupper, såsom visas i tabellen nedan. De flesta av metaboliterna är lättflyktiga organiska föreningar med högt ångtryck, vilket innebär att de lätt förångas och sprider sig i luften vid rumstemperatur och därmed är tillgängliga för luktsinnet.
| Föreningens namn     | Formel   | Struktur | Funktionell grupp |
| metantiol            | CH4S     |          | tiol              |
| dimetylsulfid        | C2H6S    |          | tioeter           |
| dimetyldisulfid      | C2H6S2   |          | disulfid          |
| bis (metyltio) metan | C3H8S2   |          | ditioacetal       |
| dimetylsulfoxid      | C2H6OS   |          | sulfoxid          |
| dimetylsulfon        | C2H6O 2S |          | sulfon            |
| S-metyltioakrylat    | C4H6OS   |          | tioester          |

### Vetenskaplig undersökning
Sparris har ätits och odlats i minst två årtusenden men sambandet mellan urinens lukt och sparrisätande observerades inte förrän i slutet av 1600-talet då svavelrika gödningsmedel blev vanliga i jordbruket . Småskaliga studier visade att sparrisurinlukten inte produceras av alla människor, och uppskattningar av hur stor andel av befolkningen som utsöndrar lukten har varierat från cirka 40%  till så högt som 79% . I en studie med 91 patienter rapporterade 82 deltagare (90 %) den karakteristiska lukten i sin urin. När personer som utsöndrar lukten luktar på urin från personer som inte säger sig utsöndra lukten känner de dock den karakteristiska urinlukten för sparris. Nyare studier visar att en liten andel individer som inte säger sig producera sparrislukten inte känner den på grund av en polymorfism med en nukleotid i ett kluster av luktreceptorer . 

(R) enantiomer av a-liponsyra, en organisk förening som är nödvändig för cellandning

Nyare forskning visar att lukten kommer från sparrissyra, ett ämne som är unikt för denna grönsak.   De flesta studier av föreningar som bidrar till lukten av sparrisurin har korrelerat strukturen på föreningarna ovan med sparrisätande, de kan påvisas så snart som 15 minuter efter att försökspersoner har ätit sparris.  Detta förklarar dock inte vilka biokemiska processer som bildar dem. Sparrisyra och liponsyra liknar varandra genom att båda har en 1,2-ditiolanring med en karboxylsyragrupp bunden till den. Det har rapporterats att sparrissyra kan ersätta liponsyra i a-ketosyraoxidationssystem i citronsyrecykeln. ( R ) - (+) - enantiomeren av a-lipoinsyra är en kofaktor i pyruvat-dehydrogenas-komplexet och är nödvändig för aerob metabolism. Nedbrytningsvägen för liponsyra har studerats väl och innefattar reduktion av disulfidbryggan, S- metylering och oxidation som bildar sulfoxider.  Om sparrissyra bryts ned på samma sätt så kommer analoga metaboliter att finnas i sparrisurin. Undersökningar in vitro har bekräftat att det är relativt enkelt att skapa S- oxider av ditiolanringen. Nedbrytningshastigheten verkar variera mycket mellan försökspersoner, den typiska halveringstiden för lukten är omkring 4 timmar med en variabilitet på 43,4%. 
Hos den lilla minoritet människor som inte producerar dessa metaboliter efter att ha ätit sparris så kan orsaken vara så enkel som att sparrissyra som inte tas upp i kroppen från matsmältningskanalen  eller att dessa individer bryter ned den på ett sådant sätt att minimalt med flyktiga svavelföreningar bildas .